# Pseudobunaea epithyrena
Pseudobunaea epithyrena is een vlinder uit de familie van de nachtpauwogen (Saturniidae). De wetenschappelijke naam van de soort is, als Bunaea epithyrena, voor het eerst geldig gepubliceerd in 1855 door Maassen & Weyding.